# Khalifa Al-Dawsari
Khalifa Al-Dawsari (in arabo خليفة الدوسري‎?; 2 gennaio 1999) è un calciatore saudita, difensore dell'Al-Hilal e della nazionale saudita.

## Caratteristiche tecniche
È un difensore centrale.

## Carriera

### Club
Al-Dawsari ha iniziato la sua carriera nell'Al-Qadisiya, firmando il primo contratto da professionista il 27 maggio 2018. Il 29 agosto 2019 rinnova il suo contratto con la società fino al 30 giugno 2024.
Il 7 agosto 2021 diventa ufficialmente un nuovo giocatore dell'Al-Hilal siglando un contratto quinquennale.
Il 30 gennaio 2022 va in prestito fino a fine stagione all'Al-Fateh, viste le sue poche presenze con l'Al-Hilal in stagione sinora.

### Nazionale
Con la Nazionale Under-20 saudita ha preso parte al Campionato mondiale di calcio Under-20 2019.

## Statistiche

### Presenze e reti nei club
Statistiche aggiornate al 1º agosto 2023
| Stagione           | Squadra            | Campionato         | Campionato | Campionato | Coppe nazionali | Coppe nazionali | Coppe nazionali | Coppe continentali | Coppe continentali | Coppe continentali | Altre coppe | Altre coppe | Altre coppe | Totale | Totale |
| Stagione           | Squadra            | Comp               | Pres       | Reti       | Comp            | Pres            | Reti            | Comp               | Pres               | Reti               | Comp        | Pres        | Reti        | Pres   | Reti   |
| ------------------ | ------------------ | ------------------ | ---------- | ---------- | --------------- | --------------- | --------------- | ------------------ | ------------------ | ------------------ | ----------- | ----------- | ----------- | ------ | ------ |
| 2018-2019          | Al-Qadisiya        | SPL                | 0          | 0          | -               | -               | -               | -                  | -                  | -                  |             | -           | -           | 0      | 0      |
| 2019-2020          | Al-Qadisiya        | PD                 | 29         | 0          | -               | -               | -               | -                  | -                  | -                  |             | -           | -           | 29     | 0      |
| 2020-2021          | Al-Qadisiya        | SPL                | 27         | 1          | KCC             | 2               | 0               | -                  | -                  | -                  |             | -           | -           | 29     | 1      |
| Totale Al-Qadisiya | Totale Al-Qadisiya | Totale Al-Qadisiya | 56         | 1          |                 | 2               | 0               |                    | -                  | -                  |             | -           | -           | 58     | 1      |
| 2021-gen.2022      | Al-Hilal           | SPL                | 2          | 0          | KCC             | 0               | 0               | ACL                | 2                  | 0                  |             | -           | -           | 4      | 0      |
| gen.- giu.2022     | Al-Fateh           | SPL                | 6          | 0          | KCC             | 0               | 0               | -                  | -                  | -                  |             | -           | -           | 6      | 0      |
| 2022-2023          | Al-Hilal           | SPL                | 11         | 0          | KCC             | 2               | 0               | -                  | -                  | -                  | CM          | 2           | 0           | 15     | 0      |
| Totale Al-Hilal    | Totale Al-Hilal    | Totale Al-Hilal    | 13         | 0          |                 | 2               | 0               |                    | 2                  | 0                  |             | 2           | 0           | 19     | 0      |
| Totale carriera    | Totale carriera    | Totale carriera    | 75         | 1          |                 | 4               | 0               |                    | 2                  | 0                  |             | 2           | 0           | 83     | 1      |

## Palmarès
- Campionato saudita: 2

Al-Hilal: 2021-2022, 2023-2024
- Coppa del Re dei Campioni: 2

Al-Hilal: 2022-2023, 2023-2024
- Supercoppa saudita: 1

Al-Hilal: 2024